# Robert Parris (Komponist)
Robert Parris (* 21. Mai 1924 in Philadelphia; † 5. Dezember 1999 in Washington, D.C.) war ein US-amerikanischer Komponist und Musikpädagoge.
Parris erwarb den Bachelor- und Mastergrad (1945 bzw. 1946) im Fach Musikerziehung an der University of Pennsylvania. Er studierte dann Komposition an der Juilliard School bei Peter Menin und William Bergsma und besuchte in Tanglewood Kusse von Aaron Copland und Jacques Ibert. Als Fulbright-Stipendiat war er 1952 an der École normale de musique de Paris Schüler von Arthur Honegger. Bis 1963 unterrichtete er am Washington State College, danach an der George Washington University. 
Als Komponist wurde Parris mit seinem 1955 entstanden Konzert für fünf Pauken bekannt, das 1958 von Fred Begun und dem National Symphony Orchestra uraufgeführt wurde. Unter seinen mehr als 80 Kompositionen finden sich sowohl sinfonische Werke und Instrumentalkonzerte als auch kammermusikalische Werken. Nach Motiven von Jorge Luis Borges komponierte er ab Anfang der 1970er Jahre sein zweiteiliges Book of Imaginary Beings für Flöte, Geige, Cello, Klavier, Celesta und Perkussion.

## Werke
- Symphony, 1952
- Piano Concerto, 1954
- Concerto for Five Kettledrums, 1955
- Viola Concerto, 1956
- Violin Concerto, 1958
- Flute Concerto, 1960
- Lamentations and Praises, 1962
- Trombone Concerto, 1964
- St. Winifred’s Well, 1967
- The Book of Imaginary Beings, Buch 1 1972
- The Book of Imaginary Beings, Buch 2 1983
- Rite of Passage für Klarinette, elektrische Gitarre und Kammerorchester, 1978, UA 1987